# 블라디미르 이사이체프
블라디미르 예브게니예비치 이사이체프(러시아어: Влади́мир Евге́ньевич Исайчев, 1986년 4월 21일 ~ )는 러시아의 사이클 선수이다.